# Grand Prix Macario
Le Grand Prix Macario ou GP Macario (en espagnol : Gran Premio Macario) est une course cycliste espagnole disputée à Alcalá de Henares, dans la Communauté de Madrid.
Créée en 1999, la course fait partie des épreuves de la Coupe d'Espagne amateurs. Elle est organisée par le Club Ciclista Iplacea. En 2015, la compétition fête sa 17e édition.

## Palmarès
| Année | Vainqueur             | Deuxième                  | Troisième                 |
| ----- | --------------------- | ------------------------- | ------------------------- |
| 1999  | Alfredo Sanz          | Pablo Trapiella           | Rubén Trenado             |
| 2000  | Emilio López          | Antonio Martín Rodríguez  | Benjamín Noval            |
| 2001  | Jordi Riera           | Alejandro Valverde        |                           |
| 2002  | Javier Ramírez Abeja  | Pablo de Pedro            | Aitor Pérez Arrieta       |
| 2003  | Luis Pérez Romero     | Jesús del Nero            | Mikel Gaztañaga           |
| 2004  | Lucas Sebastian Haedo | José Joaquín Rojas        | Jesús del Nero            |
| 2005  | Pedro Luis Castillo   | Eloy Teruel               | Eladio Sánchez            |
| 2006  | Isaac Escola          | Iván Alberdi              | Jorge Pérez Fernández     |
| 2007  | Francisco Torrella    | Óscar Pujol               | David Gutiérrez Gutiérrez |
| 2008  | David Vitoria         | Ángel Madrazo             | Luis Olmo                 |
| 2009  | Egoitz García         | Francisco Javier Martínez | Gonzalo Zambrano          |
| 2010  | Eduard Prades         | Enrique Sanz              | Raúl Alarcón              |
| 2011  | Evgeny Shalunov       | Artur Ershov              | Sergey Belykh             |
| 2012  | Juan Carlos Riutort   | Airán Fernández           | Mike Terpstra             |
| 2013  | Fernando Grijalba     | Ibai Salas                | Sebastián Mora            |
| 2014  | Juan Ignacio Pérez    | Alain González            | Artem Samolenkov          |
| 2015  | Vadim Zhuravlev       | Héctor Sáez               | Artem Samolenkov          |
| 2016  | Jon Irisarri          | Antonio Angulo            | Marcos Jurado             |
| 2017  | Francisco García Rus  | Gonzalo Serrano           | Juan Antonio López-Cózar  |
| 2018  | Xavier Cañellas       | Daniel Viejo              | Dzmitry Zhyhunou          |
| 2019  | Leangel Linarez       | Roger Adrià               | Alejandro Ropero          |

### Victoires par pays
| Victoires | Pays      |
| --------- | --------- |
| 16        | Espagne   |
| 2         | Russie    |
| 1         | Argentine |
| 1         | Suisse    |
| 1         | Venezuela |